# Nämnden för Sverigefrämjande i utlandet
Nämnden för Sverigefrämjande i utlandet (NSU) inrättades 1995 och har till uppgift att ge råd till den svenska regeringen om inriktning och omfattning av Sverigefrämjande insatser. Nämndens syfte är att åstadkomma ett mer integrerat främjande i utlandet till stöd för ökad sysselsättning och tillväxt i Sverige. 
Nämnden för Sverigefrämjande i utlandet är ett forum för dialog, samråd och samarbete kring ett effektivt och långsiktigt Sverigefrämjande mellan de statliga och halvstatliga organisationerna inom Sverigefrämjandet i utlandet.
Ordförande i nämnden är chefen för Utrikesdepartementets enhet för främjande och hållbart företagande. Övriga ledamöter är cheferna för Business Sweden, Svenska institutet, VisitSweden, UD:s enhet för kommunikation, Näringsdepartementets enhet för forskning, innovation och näringsutveckling och Kulturdepartementets internationella enhet. Verkställande ledamot är Utrikesdepartementets chef för kulturfrämjande och Sverigebilden.

## Nämndens mål och syften
Nämndens mål är att vara ett diskussionsforum för strategi- och policyfrågor i Sverigefrämjandet. Till grund för all verksamhet inom NSU, ligger den så kallade kommunikationsplattformen för varumärket Sverige där Sverige lyfts fram som ett utvecklingsinriktat land på människors och miljöns villkor.
Målet för Sverigefrämjandet är att skapa intresse, förtroende och goodwill för Sverige och att medverka till att Sverige betraktas som:
- en aktiv och internationellt engagerad samarbetspartner
- en pålitlig handels- och samarbetspartner
- en attraktiv marknad för utländska direktinvesteringar
- ett attraktivt resmål med berikande upplevelser
- en ledande nation inom högteknologi, forskning och utveckling
- ett öppet och uppskattat land att arbeta, studera och forska i med hög livskvalitet
- en framstående internationell aktör inom upplevelseindustri och samtida kultur som design, scenkonst, litteratur, mode, gastronomi, musik, film, konst, dataspel och reklam
- en kreativ kulturnation där alla ska ha möjlighet att delta i kulturlivet där kreativitet, mångfald och konstnärlig kvalitet präglar samhällets utveckling samt barns och ungas rätt till kultur särskilt uppmärksammas
- ett land med ett levande kulturarv som bevaras, används och utvecklas.